# Bootsgrab von Årby Gård

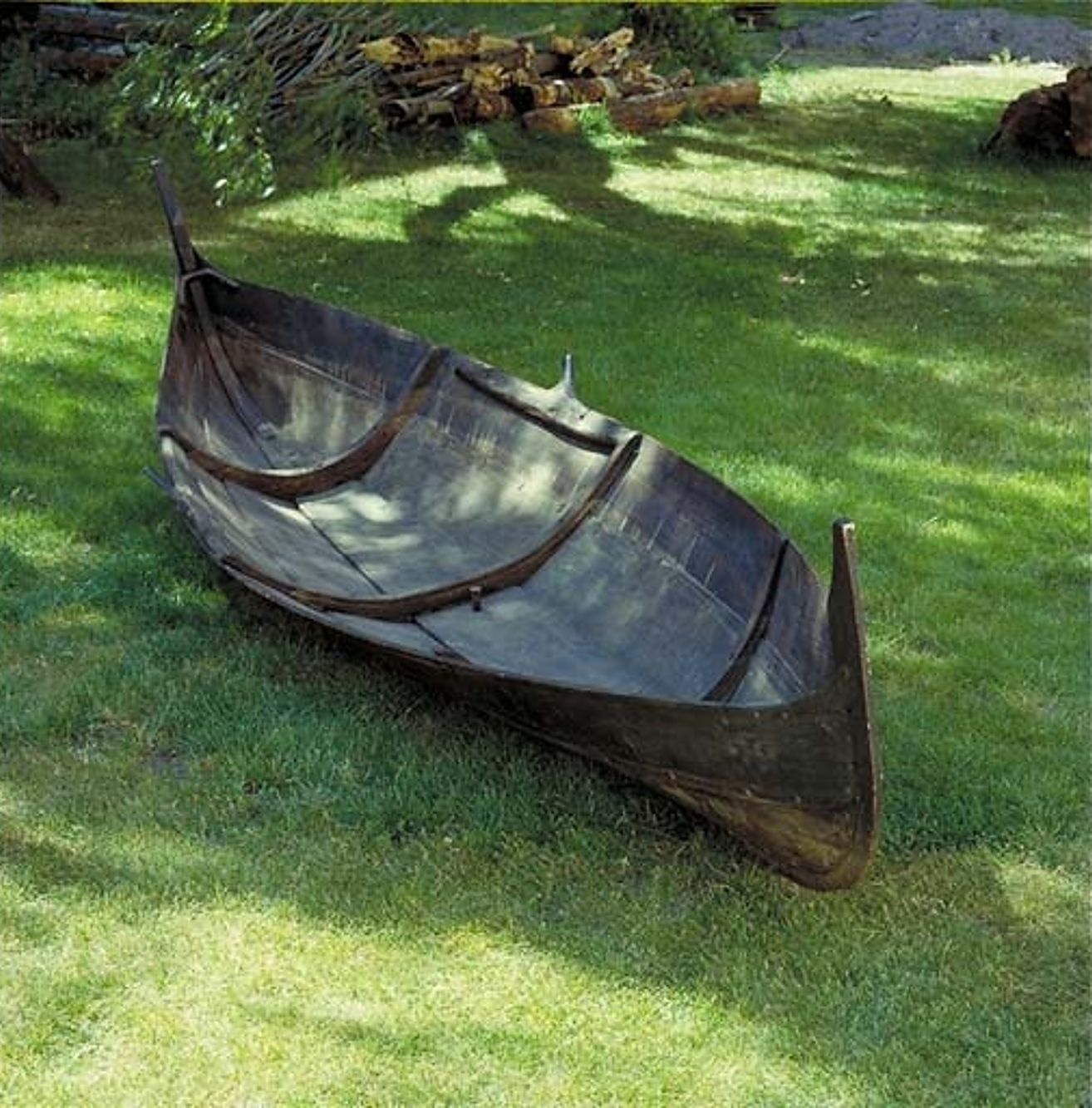
Nachbau des Årbybåten

Das Bootsgrab von Årby Gård (schwedisch Årbybåten) enthielt ein Boot, das bisher das einzige seiner Art ist. Es wurde 1933 in Årby Gård, in der Nähe von Rasbokil, östlich von Uppsala im östlichen Schweden gefunden und 1935 ausgegraben. 
Das aus dem frühen 10. Jahrhundert stammende Boot ist 3,95 m lang und 1,05 m breit. Das Gewicht des Bootes, das kein Einbaum ist, sondern aus fünf vernieteten Planken besteht, betrug etwa 55,0 kg. Es konnte eine Last von etwa 130,0 kg tragen. Das bedeutet, dass es einen Menschen plus Ladung oder zwei Menschen, in ruhigen Gewässern über größere Entfernung, transportieren konnte. Es hatte Ruder und Paddel mit einer beweglichen Ruderbank. Das Boot ist, wie Reparaturen und andere Hinweise zeigen, mehr als 100 Jahre benutzt worden, bevor es für die Bestattung einer Frau verwendet wurde. 
Das Boot hat in der maritimen archäologischen Geschichte einen interessanten Platz, weil seine Gestalt und Struktur den Einfluss der Samen, einer ortsfremden Ethnie, anzeigt. Es ist wenig darüber bekannt, wie die jägerischen Gruppen, die ab etwa 1000 v. Chr., also bereits vor der Wikingerzeit (800–1050 n. Chr.) mit domestizierten Rentieren umgingen, mit den Samen verwandt sind. Etwa 500 n. Chr. treten die nordschwedischen Gruppen jedoch in Kontakt mit den Vendelzeitleuten, wobei auch Kenntnisse ausgetauscht wurden. Im 9. Jahrhundert entstand in diesem Kontext jenes Boot, das hundert Jahre später im Bootsgrab von Årby Gård endet. Die Bestattungssitte, die mit den Bootsgräbern der Vendelzeit (550–800 n. Chr.) begann, endete mit dem Ende der Wikingerzeit (1050 n. Chr.). 
Das Boot befindet sich heute in der Sammlung des staatlichen historischen Museum in Stockholm.